# Pollayo
Pollayo es una localidad perteneciente al municipio de Vega de Liébana (Cantabria, España). Está situado a 610 metros de altitud en una cuesta a la derecha del río que baja de Vada. Dista tres kilómetros de la capital municipal, La Vega. En 2008 tenía una población de 12 habitantes (INE). La iglesia parroquial de San Martín tiene una sola nave y es del siglo XVII. Entre sus atractivos se encuentra el escudo de Mendoza de la Vega y Luna, en la fachada, y una lámpara de aceite que cuelga del arco de la capilla.